# Adolfo Rodríguez Gallardo
José Adolfo Rodríguez Gallardo (Piedras Negras, Coahuila, 1942- 9 de diciembre de 2020), citado habitualmente como Adolfo Rodríguez Gallardo, fue un bibliotecario, historiador y pedagogo mexicano, difusor de la lectura, catedrático emérito y director fundador del Instituto de Investigaciones Bibliotecológicas y de la Información (IIBI) de la Universidad Nacional Autónoma de México (UNAM) y miembro regular en la Academia Mexicana de Ciencias. Fue titular de la Dirección General de Bibliotecas de esa universidad, entidad que regula el sistema bibliotecario más importante del país.[cita requerida]

## Formación académica
En 1964, obtuvo el grado de maestría en historia por El Colegio de México, en 1970 la maestría en bibliotecología por la Universidad de Texas, en Austin, y en 1999 el doctorado en pedagogía en la Facultad de Filosofía y Letras de la UNAM.

## Trayectoria laboral
Fue el titular de la Dirección General de Bibliotecas de la UNAM durante 26 años; asimismo, participó en la modernización de los planes de estudio de la licenciatura en bibliotecología. Dio clases en el Seminario de Administración de Bibliotecas y en el Seminario de Investigación y Tesis en Educación Bibliotecológica, de la División de Estudios de Posgrado de la Facultad de Filosofía y Letras de la UNAM.
Además, contribuyó como director de la Escuela Nacional de Biblioteconomía y Archivonomía de la Secretaría de Educación Pública entre 1972 y 1976, y como director fundador del Centro Universitario de Investigaciones Bibliotecológicas, luego Instituto de Investigaciones Bibliotecológicas y de la Información (UNAM).

### Aportes y teorías

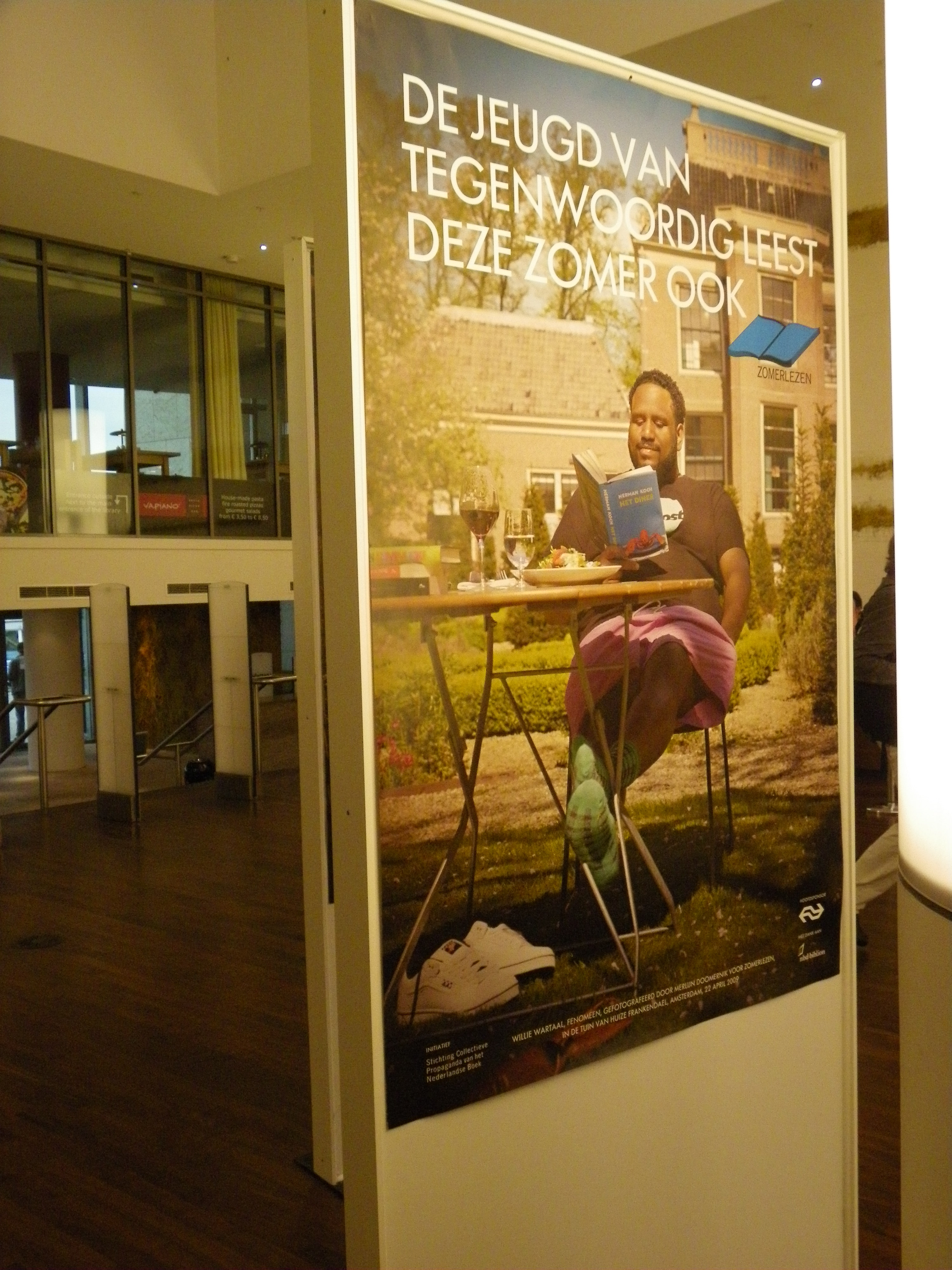
Adolfo Rodríguez Gallardo escribió La brecha digital y sus determinantes y dedicó sus esfuerzos a la promoción de la lectura.

Al frente de la Dirección General de Bibliotecas de la UNAM, apoyó la creación de bases de datos, digitalizó la información y logró tres importantes recursos electrónicos para los estudiantes: LIBRUNAM, TESIUNAM y SERIUNAM, proyectos que fueron de gran impacto tanto para la comunidad estudiantil de su país como en el extranjero.[cita requerida]
Parte de su tiempo lo dedicó a la investigación de temas como la formación de profesionales en el área de la bibliotecología, por lo que impulsó algunas teorías para llevar a cabo cambios importantes en la carrera. Estudió también la promoción de la lectura en México, el papel de las bibliotecas en su país y la digitalización del libro, tema este último en torno al cual escribió La brecha digital y sus determinantes, en donde analizó desde diversas perspectivas la utilización de los medios de telecomunicaciones para el uso y el impulso de la información considerando los factores culturales, económicos y demográficos, determinantes para brindar oportunidades a un amplio sector.[cita requerida]

«La brecha se mide en relación al número de teléfonos, computadoras y número de usuarios entre grupos de personas dentro de un mismo país, se mide en términos de raza, género, edad, discapacidad, ubicación e ingreso económico. Esta multiplicidad de factores hace difícil el estudio de la brecha digital, pues es posible que mientras algunos grupos mejoran, otros sufran retrocesos.»[cita requerida]

En cuanto al tema de las bibliotecas, Rodríguez Gallardo planteó que: «debe ser el lugar donde el estudiante por sí mismo va a ser capaz de ir encontrando información cada vez más completa, más complicada, de mayor envergadura, de mayor profundidad» y, por lo tanto, son determinantes para la difusión de la lectura. Sus principales aportes tuvieron que ver con la necesidad de combatir las desigualdades educativas en el país, lo que haría la diferencia, pues "se ha comprobado que los países con estadísticas más altas de analfabetismo tienen pocas expectativas de avance.[cita requerida]
Gracias a sus investigaciones, se sabe que, en México, las regiones con mayor índice de lectura son el centro y el norte, mientras que es muy bajo en el sur (Oaxaca, Chiapas, Veracruz y Michoacán, es decir, los estados con mayor población indígena y con mayor pobreza.[cita requerida]

### IFLA
Hasta la década de 2010, participó activamente para el desarrollo de la bibliotecología latinoamericana en el ámbito de la Federación Internacional de Asociaciones de Bibliotecarios y Bibliotecas (IFLA), en la cual fue presidente de la división Regiones en la década de los 90, presidente de la sección de América Latina y el Caribe entre 1997 y 2001, miembro de la Junta profesional de 1999 a 2001 e integrante de la Junta de Gobierno en el periodo 2005-2007. Por sus contribuciones a la Federación y su compromiso profesional, la IFLA le entregó las distinciones IFLA Scroll of Appreciation, en 2001, y la Medalla de la IFLA, en 2008.

## Premios y reconocimientos
En su trayectoria profesional,  obtuvo las siguientes distinciones:
- Miembro distinguido de The Marquis Who´s Who Publications Board, 1994.[4]
- Socio honorario de la Asociación Mexicana de Bibliotecarios, A. C. (AMBAC), 1994.[4]
- Medalla de Honor de la IFLA, 2008.[8]
- Reconocimiento “Forjadores de la Bibliotecología Iberoamericana” del Consejo Nacional para la Cultura y las Artes, 2008.
- Miembro Honorario del Colegio Nacional de Bibliotecólogos de Perú, 2009.
- Medalla al Mérito Académico de la UNAM (AAPAUNAM), 2009.
- Bibliotecario del año, en la Feria Internacional del Libro de Guadalajara, 2010.
- Investigador Emérito, UNAM, 2010.[4]

En 2021 la UNAM dio su nombre a la biblioteca del Instituto de Investigaciones Bibliotecológicas y de la Información, en un homenaje póstumo realizado el 23 y 24 de marzo.

## Principales publicaciones
- La brecha digital y sus determinantes. México: UNAM/Centro Universitario de Investigaciones Bibliotecológicas. 254 p. ISBN 970-32-3853-X[6]
- "Lectura e Internet: dos tecnologías". Investigación Bibliotecológica vol. 19, no. 38, enero/junio, 2005.
- “La brecha digital.” Panorama Revista de la Universidad Autónoma de Baja California Sur No. 50, octubre-diciembre, 2004.
- La biblioteca universitaria: intersección entre la exclusión y la inclusión digital.” Hemera. Revista de Ciencias Bibliotecológica y de la Información, Año 2, vol. 2, no. 4, julio/diciembre.
- “Lectura y sociedad: una visión panorámica”. En: La investigación bibliotecológica en la era de la información: memoria del XXI. Coloquio de Investigación Bibliotecológica y de la Información, septiembre de 2003, comp. Filiberto Felipe Martínez Arellano, Juan José Calva González, 204-210. México: UNAM, CUIB, 2004.
- “Biblioteca y cultura”, en Bibliotecología, sociedad y cultura: el CUIB. Expo-UNAM 450 años: memoria del 13 de octubre al 13 de noviembre de 2001. México: UNAM, Centro Universitario de Investigaciones Bibliotecológicas, 2003.
- "Formación humanística del bibliotecólogo: hacia su recuperación". 2.ª ed. corr. y aum. México: UNAM, Centro Universitario de Investigaciones Bibliotecológicas, 2003.
- "Algunos problemas de acceso a la información electrónica ¿la brecha se cierra o amplía?", Infodiversidad, v. 4, 2002.
- “La experiencia de la UNAM en la selección, adquisición y administración de revistas electrónicas de texto completo”, Infodiversidad, v. 3, 2001.
- "The digital divide: the view from Latin America and the Caribbean". Presentado en la 67th IFLA Council and General Conference, 16-25 de agosto de 2001.